# Ignacio Carrera Pinto
Ignacio José Carrera Pinto (Santiago, 5 de febrero de 1848-Concepción, Perú, 10 de julio de 1882) fue un militar chileno, capitán de la 4.ª Compañía del Batallón 6.º de Línea «Chacabuco», muerto al mando de sus hombres en la batalla de La Concepción, en el marco de la Campaña de la Sierra de la guerra del Pacífico.

## Primeros años
Nació en Santiago el 5 de febrero de 1848. Proveniente de un ambiente aristocrático, fue hijo de José Miguel Carrera Fontecilla y de Emilia Pinto Benavente, nieto de José Miguel Carrera por vía paterna, y sobrino-nieto del presidente Francisco Antonio Pinto y sobrino del presidente Aníbal Pinto Garmendia por vía materna.
A los doce años, cuando perdió a su progenitor, comenzó a trabajar en el negocio de arreo de ganado entre la zona central y Mendoza (Argentina), lugar donde se radicó por diez años.
En 1871, de regreso en Santiago, trabajó en la intendencia gracias a la ayuda de Benjamín Vicuña Mackenna, pero al tiempo se fue a vivir a Peñaflor, dedicándose a labores agrícolas.

## Guerra del Pacífico
Pocos meses después de declarada la guerra, cuando contaba con 31 años de edad, se enroló voluntariamente en el ejército y recibió el grado de sargento del Regimiento Cívico Movilizado N.º 7 de Infantería Esmeralda, conocido como el Regimiento 7.º de Línea. A fines de septiembre de 1879, desembarcó con su regimiento en el territorio ocupado de Antofagasta, de donde pasó a Carmen Alto. Luego de la captura del puerto peruano de Pisagua, se trasladó al teatro de operaciones de Tarapacá e integró la fuerza que ocupó el puerto de Iquique.
Cuando se inició la campaña de Tacna y Arica, su regimiento pasó a integrar la primera división del ejército expedicionario. El sargento Carrera participó en la batalla del Alto de la Alianza, donde no obstante ser herido en combate, continuó dirigiendo a sus hombres, hecho que le valió ser ascendido a subteniente, con fecha retroactiva del 3 de noviembre de 1879.
Concluida la campaña de Tacna y Arica, el oficial fue destacado al regimiento Chacabuco, 6.º de Línea, con el cual luchó en las batallas de San Juan y Miraflores. En San Juan, participó en la conquista de siete trincheras peruanas junto a otros oficiales que luego servirían bajo sus órdenes.
Luego de la ocupación de la capital peruana, Carrera Pinto fue ascendido al rango de teniente. Poco más de un año después, fue promovido al rango de capitán y jefe de la cuarta compañía del regimiento Chacabuco, que en aquellos momentos formaba parte de la división que ocupaba la sierra central del Perú.

### Combate de La Concepción

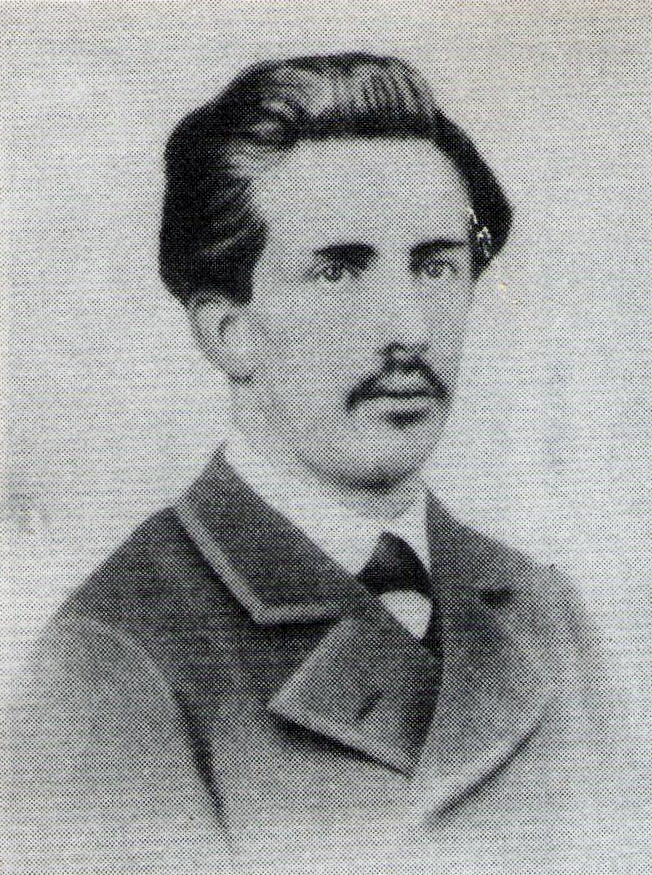
Ignacio Carrera Pinto (1869).

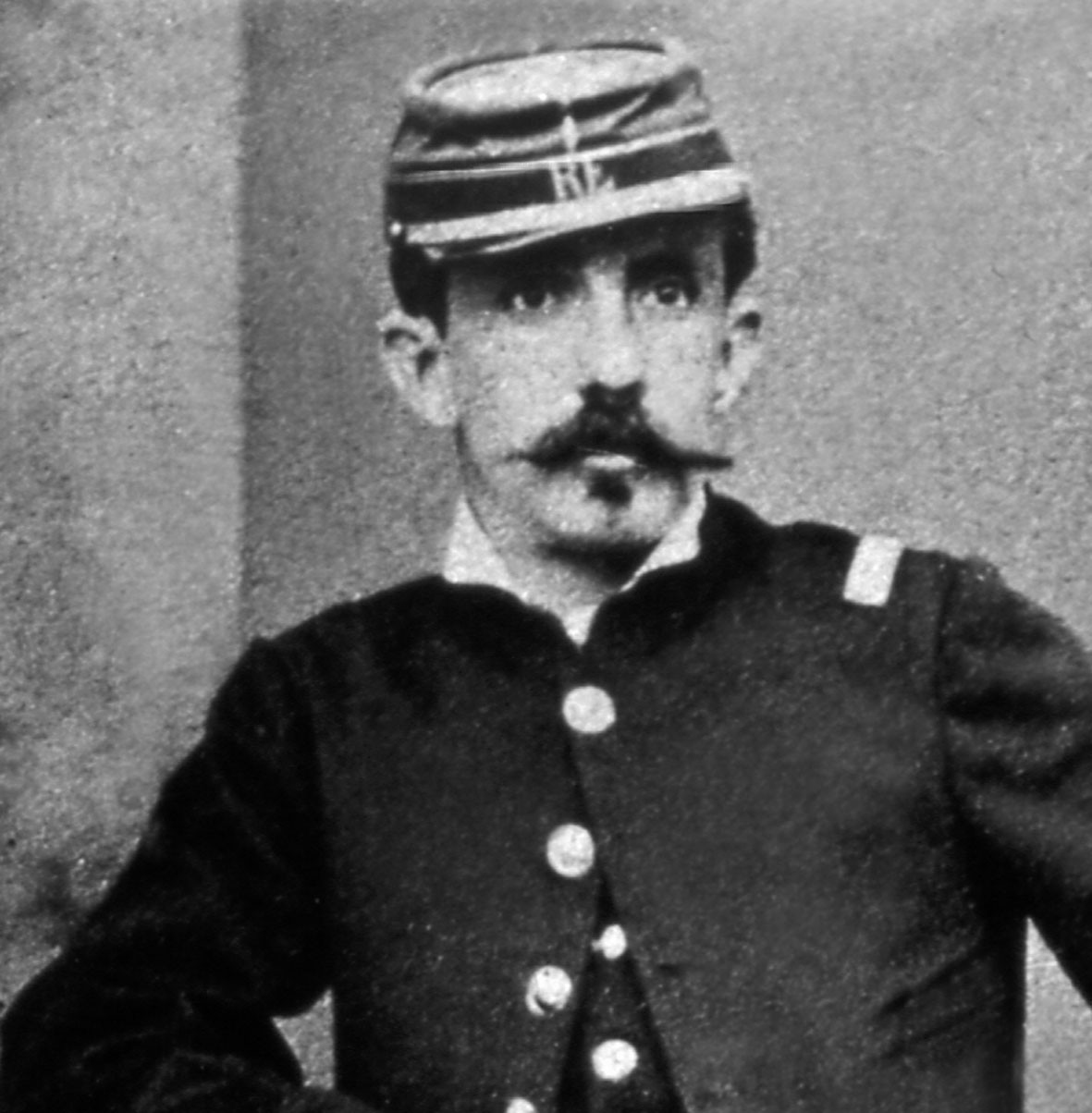
Ignacio Carrera Pinto con quepis del Regimiento Esmeralda.

Durante la campaña de la Breña, el coronel peruano Andrés Avelino Cáceres encomendó un ataque a la aldea de Concepción ya que conocía que había llegado una avanzada reducida del grueso del ejército chileno. Esa avanzada era la 4.ª Compañía del Regimiento Chacabuco al mando de Carrera compuesta por 77 hombres con escasa munición, unos cien cartuchos por soldado, y dos mujeres que seguían a sus esposos, una de las cuales estaba embarazada.
El día domingo 9 de julio las fuerzas peruanas al mando del coronel Juan Gastó, que poseía aproximadamente 300 soldados y entre 800 a 1300 campesinos de los pueblos vecinos armados con rejones, machetes y piedras, dirigidos por Ambrosio Salazar, descendieron al pueblo.
Carrera Pinto cerró las entradas a la plaza con parapetos y se defendió en ella, aunque caída la tarde tuvo que replegarse al cuartel. La esperanza de Carrera era que el grueso del ejército llegara a Concepción antes de 24 horas, sin embargo la marcha se había retrasado porque el mismo 9 de julio de 1882, Cáceres atacaba la división chilena Santiago en las ciudades de Marcavalle y Pucará. El combate prosiguió por la noche hasta el día siguiente.
El capitán Ignacio Carrera Pinto murió luchando al amanecer del día lunes 10 de julio. Su puesto lo ocupó el subteniente Julio Montt Salamanca.
Los guerrilleros peruanos lograron incendiar el techo de paja del cuartel al mismo tiempo que lograban abrir sus murallas, por las cuales penetraban. El coronel Estanislao del Canto Arteaga, según lo contado por dos testigos extranjeros, describe así el final de la batalla:

Como a las nueve de la mañana del día 10, no quedaban sino el teniente Cruz y cuatro soldados que defendían la entrada al recinto del ya quemado cuartel. Se noto a esa que ya habían agotado todas sus municiones, porque no hacían ningún disparo, y entonces algunas voces peruanas, le gritaban: ¡Subteniente Cruz, ríndase hijito, no tiene para que morir! A los cual el les contestaba: ¡Los chilenos no se rinden jamás! y volviéndose a su tropa les preguntaba: ¿No es verdad muchachos? Los soldados respondieron afirmativamente y entonces el oficial mando a calar bayoneta y se fueron furiosos contra las masas indígenas. Fatigados, tuvieron que rendir su vida, quedando algunos clavados en las lanzas de los salvajes. Al subteniente Cruz se le aplico un tiro por la espalda. Refirióme el español que cuando no podían hacerse rendirse al subteniente Cruz, hicieron llegar al cuartel a una jovencita, a quien el oficial saludaba siempre con cariño, para que fuera a rogarle que se rindiera y el oficial la rechazó indignado.

Los dos últimos soldados que escaparon después de la muerte de Cruz se refugiaron en el atrio de una iglesia y allí se noto que hablaban. Luego se abrocharon el uniforme, se pusieron el barboquejo y se lanzaron sobre la turba para morir rifle en mano.
Descripción del coronel Estanislao del Canto Arteaga#GGC11C

Las fuentes chilenas indican que el subteniente Luis Cruz Martínez, mediante el grito «¡Los chilenos no se rinden..!», junto a sus soldados sobrevivientes cargaron a la bayoneta y fueron muertos al salir por las fuerzas de Salazar.

El capitán Carrera Pinto le ordenó a los oficiales, clases y soldados; no hay que rendirse nunca, quemar hasta el último cartucho y atacar a bayoneta calada, el capitán Carrera le ordenaba al corneta tocar fuego, no hay que volver atrás jamás, no abandonar la plaza y morir peleando, cinco chilenos quedaban en el cuartel peleaban como unos leones sin abandonar el cuartel, un soldado de los cinco chilenos se subió arriba del techo y clavo el asta de la bandera tricolor chilena que no dejara de flamear la bandera, el enemigo incendio el cuartel, estaba al lado de la Iglesia
Soldado chileno Marcos Ibarra Díaz. Concepción, 11 de Julio de 1882.

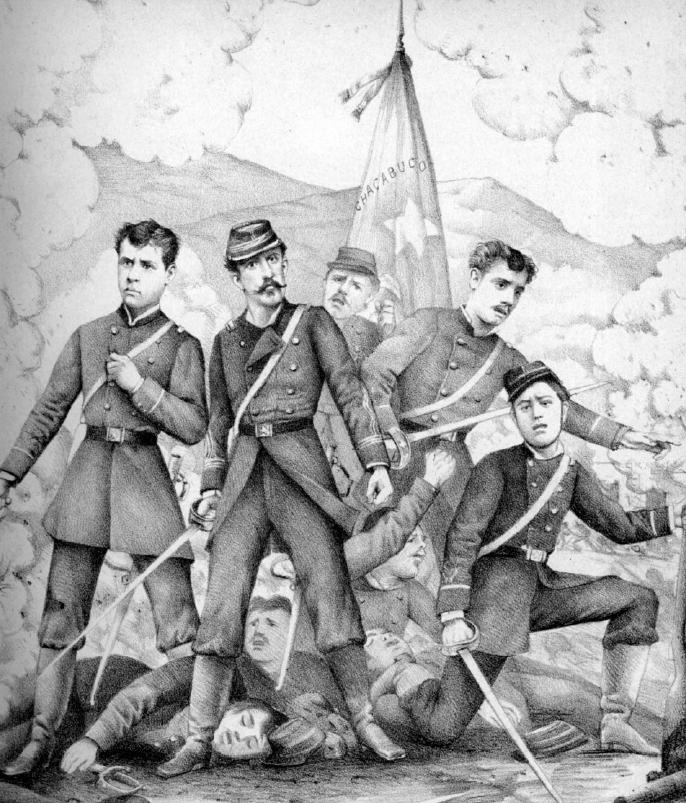
Dibujo que muestra de izquierda a derecha a Arturo Pérez Canto, Ignacio Carrera Pinto, Julio Montt Salamanca y Luis Cruz Martínez, oficiales chilenos muertos en el combate.

Las fuentes peruanas indican que depusieron las armas para salvar la vida de las cantineras y del niño; pero fueron muertos por las fuerzas de Ambrosio Salazar.

Concluida la operación de los forados por varias partes y viendo los enemigos que el peligro era inminente, izaron un pañuelo blanco, símbolo de paz; creyendo los nuestros que ya se redirían, avanzaron sin hacer fuego, hasta medio patio, donde fueron recibidos con una lluvia de balas, no sin causarnos numerosas bajas... En el acto se abalanzaron 50 hombres al recinto de los enemigos, como una jauría de tigres, y ultimaron á éstos después de una resistencia verdaderamente horrible. El capitán Carrera Pinto, subteniente Cruz y 9 soldados sacados de trinchera, fueron fusilados en la plaza; los subtenientes Pérez Canto y Montt sucumbieron en el fragor de la lucha dentro de aquella [...] [F]ueron muertas también dos mujeres de los soldados, de tanto coraje, que en lo más recio del combate, animaban á los suyos en alta voz que continuasen peleando. Ha sido encontrada muerta entre los montones de cadáveres una criatura recién nacida y otra fue salvada viva por don Dámaso Peña; una de las mujeres había dado a luz días antes del combate dos criaturas gemelas
Parte Oficial del Combate de Concepción de Ambrosio Salazar y Márquez. Concepción, 10 de julio de 1882.

A las 18:00 del día 10, perseguidas por Cáceres, aparecieron las fuerzas de Del Canto, el cual al ver a sus compañeros muertos inició el ajusticiamiento en contra de la población de Concepción, decretando fusilamientos e incendios. En vista de la cercanía de los peruanos y la imposibilidad de cargar con los muertos, Del Canto ordenó que fueran extraídos solamente los corazones de cuatro oficiales: El capitán Ignacio Carrera Pinto, el teniente Julio Montt, los subtenientes Arturo Pérez Canto y Luis Cruz Martínez, con el objetivo de enviarlos a Chile.

Mi coronel Canto ordeno a los Doctores Cirujanos que sacaran los corazones a los valientes Oficiales de la 4.ª Compañía del Batallon Chacabuco 6.º de Linea estos corazones fueron colocados en un frasco en alcohol para traerlos a chile Y las demas víctimas que perecieron en el combate fueron sepultados al día siguiente, El coronel Canto Ordeno que Incendiaramos el pueblo De La Concepcion Y fuera reducido a cenizas a las 11 a.m. estaba todo terminado en el mismo día. Seguimos en marcha, llegamos en la noche al pueblo de Talma a las 6 a.m.
Soldado chileno Marcos Ibarra Díaz. La Concepción 1882.

Estos órganos fueron llevados a Lima, permaneciendo allí hasta marzo de 1883. Luego del término de la guerra del Pacífico, fueron trasladados a Santiago, quedando depositados en el Museo Militar. El 9 de julio de 1911, la urna que los contenía fue conducida a la catedral de Santiago.

## Homenajes
- Desde la vuelta del peso como moneda nacional chilena en septiembre de 1975,[5] ha sido retratado como rostro principal del billete de mil pesos chilenos.[6]

A lo largo de Chile, existen varios monumentos a la figura de Ignacio Carrera Pinto:
- En la plaza Héroes de La Concepción de la ciudad de Arica, a un costado de la calle Francisco Bilbao, entre Azolas y Machalí. Consiste en un busto de cemento pintado de negro sobre una base de hormigón en blanco. En la parte inferior del busto está grabado en sobre-relieve el escudo nacional.[7]
- El monumento a Ignacio Carrera Pinto se ubica en el costado norte de la plazoleta, frente al cementerio municipal de La Serena, en calle General Novoa. Consiste en un busto de bronce con base de hormigón.[8]
- En la plaza de Armas de Linares, al costado de la calle Kurt Moller, se encuentra otro monumento.[9]
- En marzo de 2021, se erigió un busto a su memoria en el Patio Alpatacal de la Escuela Militar del Libertador Bernardo O'Higgins, Santiago.[10]
- Busto del Capitán Ignacio Carrera Pinto en la Alameda, de la comuna de Santiago, Santiago Centro.
- Busto del Capitán Ignacio Carrera Pinto en la plaza Ossandón, de la comuna de La Reina, Santiago.
- Busto del Capitán Ignacio Carrera Pinto en la plaza de la Concepción en Rancagua.
- Busto del Capitán Ignacio Carrera Pinto en la Alameda Bernardo O'Higgins en Talca.
- Busto de bronce, ubicado en la plaza del Capitán Ignacio Carrera Pinto intersección entre calle Ave. Ramón Picarte con Ave. Carlos Condell, en la ciudad de Valdivia.[11]

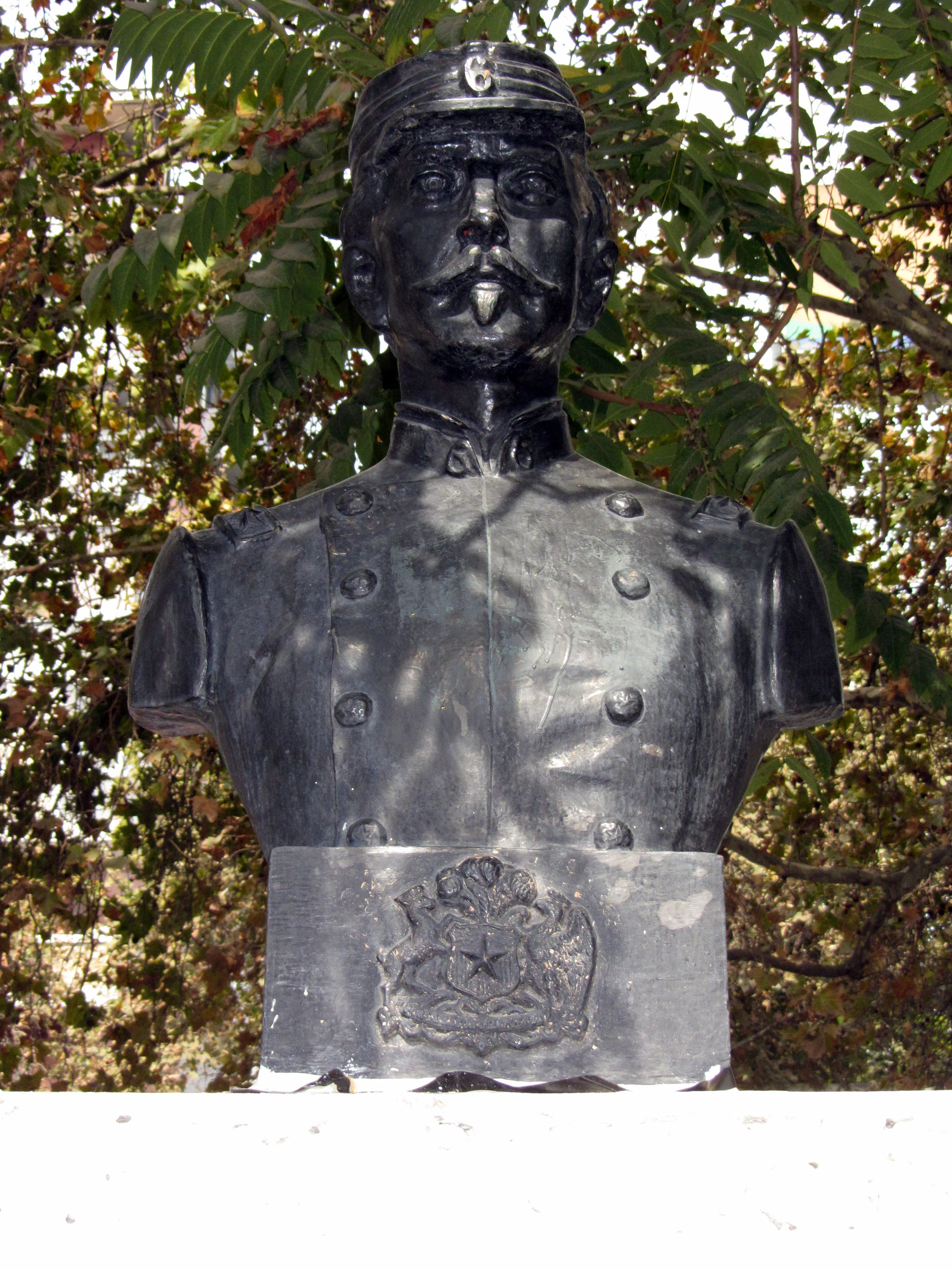
Busto en la Alameda, Santiago.
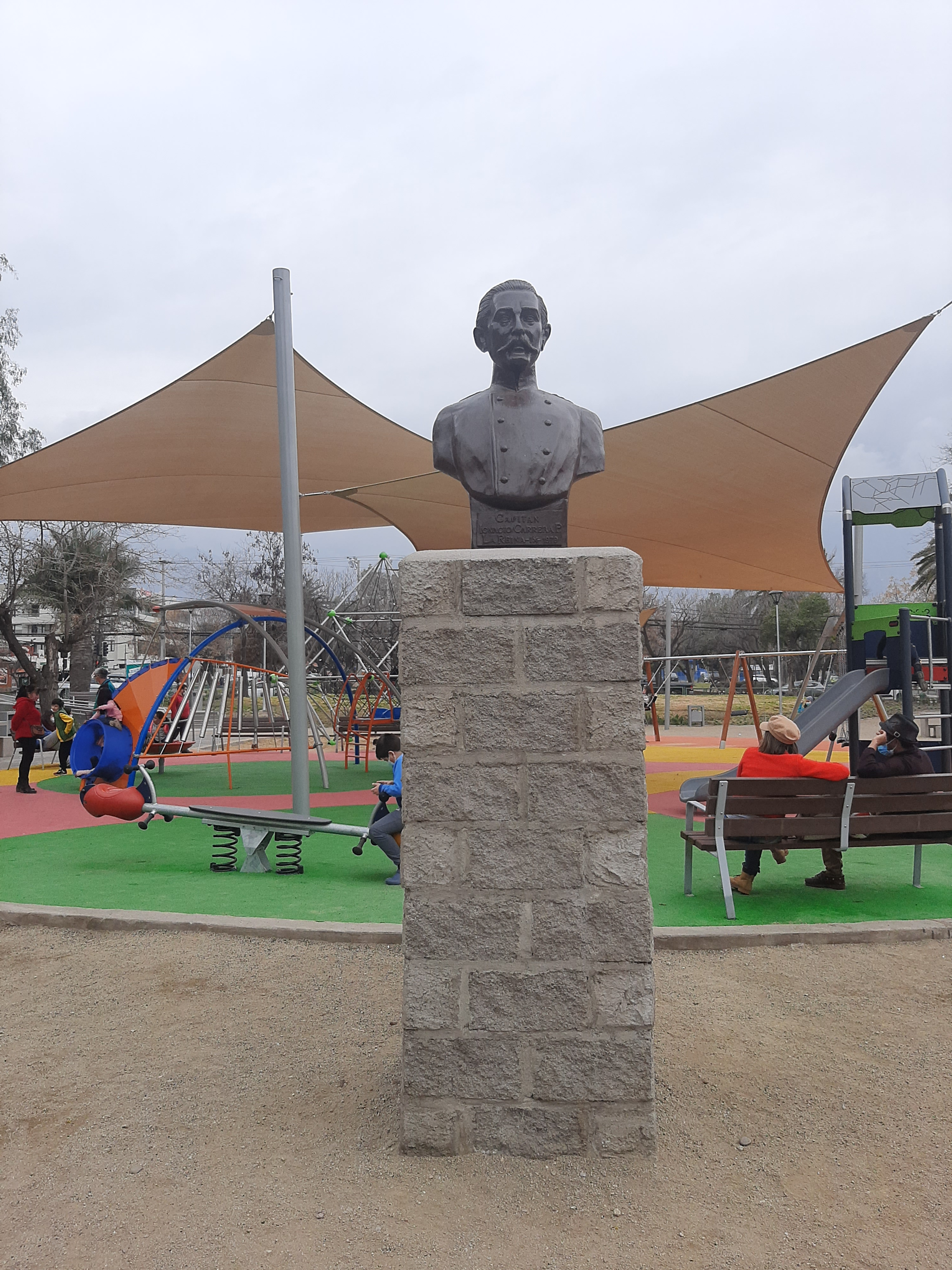
Busto en Plaza Ossandón, comuna La Reina.
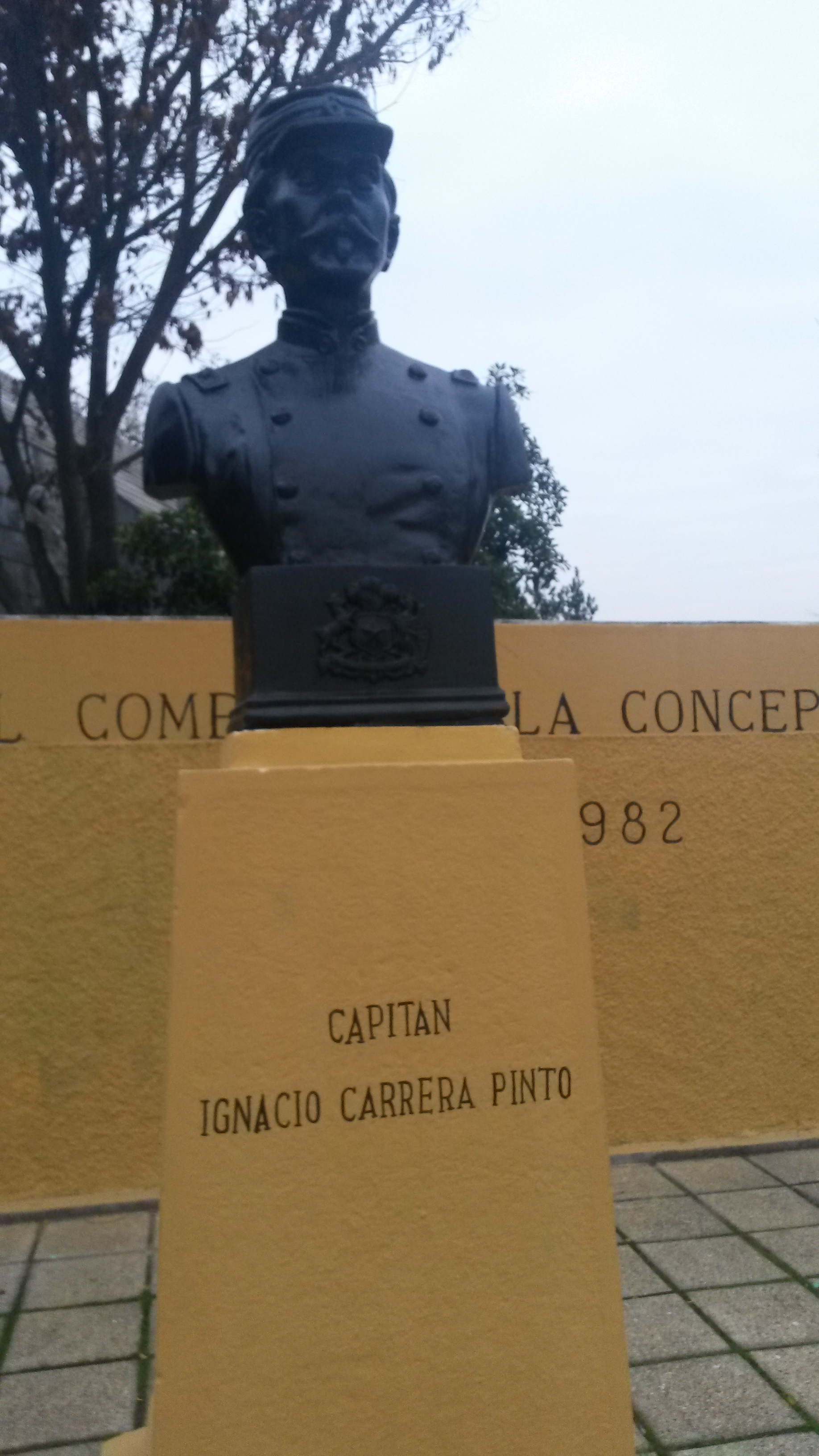
Busto en la Plaza de la Concepción, Rancagua.
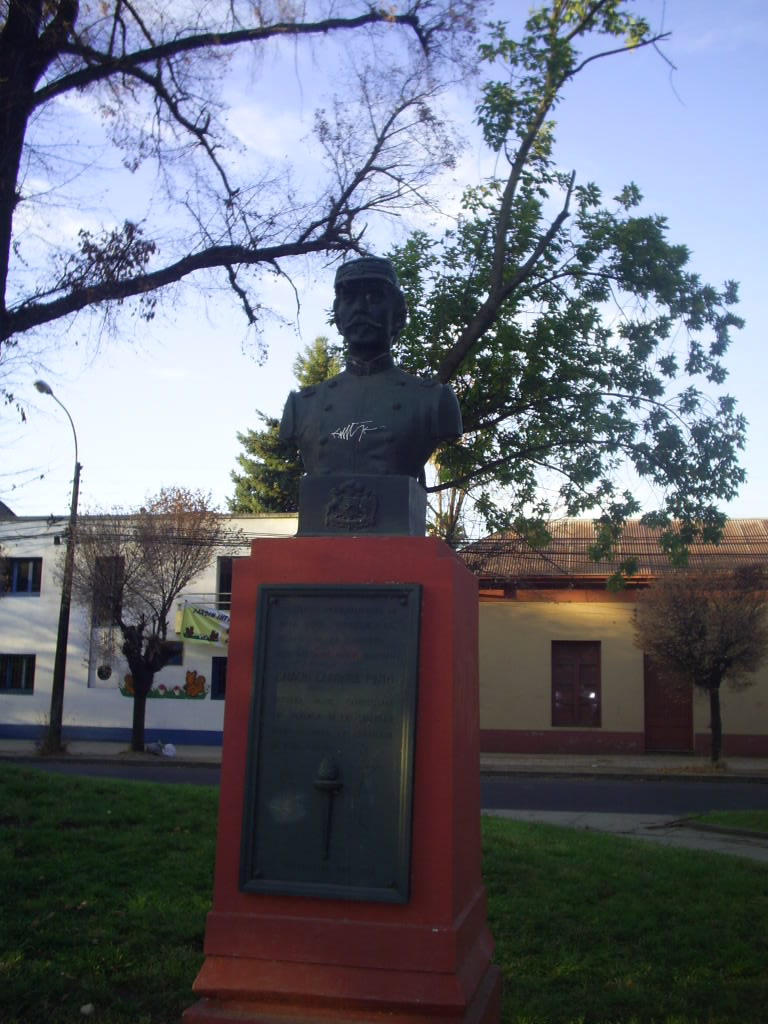
Busto en la Alameda Bernardo O'Higgins, Talca
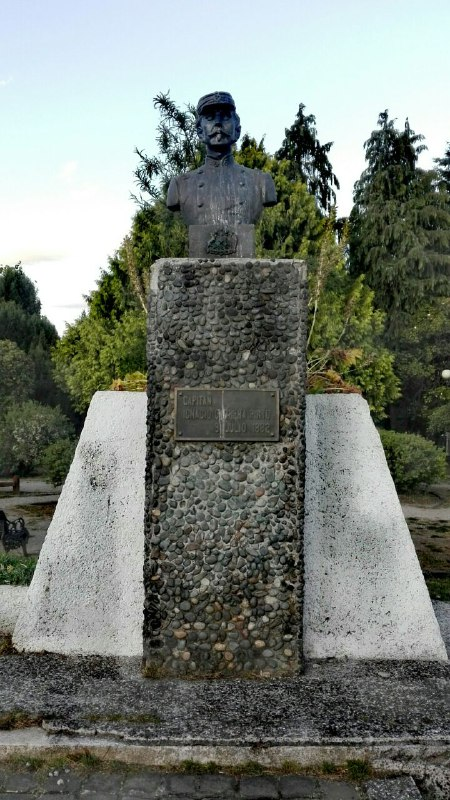
Busto en plaza Capitán Ignacio Carrera Pinto, Valdivia.